# Oostelijke glanserebia
De oostelijke glanserebia (Erebia ottomana) is een vlinder uit de onderfamilie Satyrinae van de familie Nymphalidae, de vossen, parelmoervlinders en weerschijnvlinders.
De spanwijdte van de oostelijke glanserebia is 36 tot 42 millimeter.
De oostelijke glanserebia komt voor in Frankrijk (Cevennen, Ardèche), Italië (omgeving Gardameer) en wat uitgebreider verspreid in Zuidoost-Europa. De soort vliegt op vlaktes, hellingen met gras en in open stukken in het bos. De vlinder vliegt op hoogtes van 800 tot 2600 meter boven zeeniveau.
De soort vliegt in een jaarlijkse generatie in juli en augustus. De oostelijke glanserebia gebruikt genaald schapengras Festuca ovina en ook andere grassen als waardplant. De rups overwintert tweemaal en ontwikkelt zich in bijna twee jaar.